# Ronde van Emilia 1913
De vijfde editie van de wielerwedstrijd Ronde van Emilia vond plaats op 12 oktober 1913. De wedstrijd startte in Bologna en finishte 292 kilometer later in Bologna. De Italiaan Alfonso Calzolari won de wedstrijd.

## Uitslag
| Plaats  | Naam               | Ploeg          | Tijd      |
| ------- | ------------------ | -------------- | --------- |
| Winnaar | Alfonso Calzolari  | Stucchi        | 10u19'14" |
| 2       | Ezio Corlaita      | Stucchi        | z.t.      |
| 3       | Carlo Durando      | Peugeot-Wolber | z.t.      |
| 4       | Alfredo Sivocci    |                | z.t.      |
| 5       | Camillo Bertarelli | Ganna          | z.t.      |
| 6       | Giovanni Gerbi     |                | + 8’06"   |
| 7       | Emanuele Garda     | Peugeot-Wolber | z.t.      |
| 8       | Angelo Gremo       | Peugeot-Wolber | + 13’56"  |
| 9       | Clemente Canepari  | Legnano        | + 15’44"  |
| 10      | Lauro Bordin       | Maino          | + 19’49"  |

Mannen:
1909 · 1910 · 1911 · 1912 · 1913 · 1914 · 1915 · 1916 · 1917 · 1918 · 1919 · 1920 · 1921 · 1922 · 1923 · 1924 · 1925 · 1926 · 1927 · 1928 · 1929 · 1930 · 1931 · 1932 · 1933 · 1934 · 1935 · 1936 · 1937 · 1938 · 1939 · 1940 · 1941 · 1942 · 1943 · 1944 · 1945 · 1946 · 1947 · 1948 · 1949 · 1950 · 1951 · 1952 · 1953 · 1954 · 1955 · 1956 · 1957 · 1958 · 1959 · 1960 · 1961 · 1962 · 1963 · 1964 · 1965 · 1966 · 1967 · 1968 · 1969 · 1970 · 1971 · 1972 · 1973 · 1974 · 1975 · 1976 · 1977 · 1978 · 1979 · 1980 · 1981 · 1982 · 1983 · 1984 · 1985 · 1986 · 1987 · 1988 · 1989 · 1990 · 1991 · 1992 · 1993 · 1994 · 1995 · 1996 · 1997 · 1998 · 1999 · 2000 · 2001 · 2002 · 2003 · 2004 · 2005 · 2006 · 2007 · 2008 · 2009 · 2010 · 2011 · 2012 · 2013 · 2014 · 2015 · 2016 · 2017 · 2018 · 2019 · 2020 · 2021 · 2022 · 2023 · 2024
Vrouwen:
2014 · 2015 · 2016 · 2017 · 2018 · 2019 · 2020 · 2021 · 2022 · 2023 · 2024